# 円久寺 (鎌倉市)
円久寺（えんきゅうじ）は、神奈川県鎌倉市常盤に所在する日蓮宗の寺院。山号は常葉山。通称、コスモス寺。圓久寺とも表記される。旧本山は比企谷妙本寺、池上法縁。

## 歴史
- 室町時代の文明年間（1469年-1487年）頃、日惺（日伊）が開創する。
- 江戸時代は、同じく鎌倉にある妙本寺の末寺として栄える。
- 大正12年（1923年）の関東大震災で本堂が消失。その後再建する。再建された本堂は左右非対称という珍しい形態である。このような特徴的な外見となった背景として、寺は再建に携わった業者の中に宮大工を専門としない業者が含まれていたことを理由としてあげている[2]
- 昭和53年（1978年）、本堂の裏側が「北条氏常盤邸跡」として国の史跡に指定される。